# Dagmar Hazdrová
Dagmar Hazdrová, rozená Chloupková (* 20. prosince 1933), je bývalá hlasatelka, jejíž hlas oznamující názvy zastávek a další informace bylo možné v pražské MHD slyšet od 90. let do roku 2023.
Jejím nástupcem se stal herec Jan Vondráček, nejdříve od ledna 2023 pouze v pražských tramvajích a od října 2023 i v městských autobusech.
Její hlas se též vyskytoval nebo vyskytuje v prostředcích hromadné dopravy v Ústí nad Labem, v Liberci, na Železnici Desná, v Hradci Králové či v Chrudimi. Nahrála též hlášení do hry Simt Simulator.[zdroj?]

## Život
Pochází z rodiny prvorepublikového důstojníka Československé armády Jaroslava Chloupka. V roce 1952 maturovala na gymnáziu v Chrudimi, potom pracovala v oddělení technické dokumentace v ČKD Hradec Králové.
V roce 1961 vyhrála konkurz a stala se hlasatelkou v hradecké redakci Československého rozhlasu. Během prvních dnů invaze v srpnu 1968 bylo možné slyšet její hlas z hradeckého rozhlasu, kterému tehdy poskytla své vysílací frekvence Svobodná Evropa; u mikrofonu tehdy strávila celých 52 hodin. V rámci normalizačních čistek pak na jaře roku 1970 musela z rozhlasu odejít. Dva roky byla bez zaměstnání, až v roce 1972 mohla začít pracovat v Hradci Králové jako uklízečka v městských lázních a později v nemocnici. Když se potom Hazdrovi přestěhovali do Prahy, získala zaměstnání jako sekretářka rehabilitační kliniky vinohradské nemocnice. Od roku 1980 až do odchodu do penze v roce 1988 pracovala jako účetní v papírnách OSPAP.
V prosinci roku 1989 jí oslovili z Československého rozhlasu, kde pak jako programová hlasatelka působila na stanici Vltava až do roku 2001. I potom ale účinkovala v dokumentech pro Českou televizi a zejména namlouvala hlášení pro pražské tramvaje a autobusy.